# Satoshi Tanaka
Satoshi Tanaka (Nagano, 13 augustus 2002) is een Japans voetballer die in het seizoen 2022/23 door Shonan Bellmare wordt uitgeleend aan KV Kortrijk.

## Clubcarrière
Tanaka begon zijn seniorencarrière bij Shonan Bellmare. In augustus 2022 leende de club hem voor een seizoen uit aan de Belgische eersteklasser KV Kortrijk, die een aankoopoptie bedong in het huurcontract.

## Interlandcarrière
Tanaka nam in 2019 met Japan –17 deel aan het WK –17 in Brazilië. Hij kwam in actie tijdens de groepswedstrijden tegen Nederland (3-0-winst) en Senegal (0-1-winst).
1 Vandenberghe ·
5 Atemona ·
6 Mehssatou ·
7 Mbayo ·
8 Challouk ·
9 Messaoudi ·
10 Selemani ·
11 De Neve ·
12 De Vlaeminck ·
17 Gueye ·
18 Kadri  ·
20 Avenatti ·
21 Wasinski ·
22 Decoene ·
29 Regali ·
44 Silva ·
48 Montegnies ·
66 Radovanović ·
70 Bruno ·
77 Henen ·
89 Audoor ·
Coach: Edward Still